# Новьюхов, Александр Вячеславович
Александр Вячеславович Новьюхов (родился 5 октября 1975, Берёзово, Берёзовский район, Тюменская область, РСФСР, СССР) — российский политический деятель, сенатор Российской Федерации (с 2021 года), член Комитета Совета Федерации по Регламенту и организации парламентской деятельности. Действующий президент Ассоциации коренных малочисленных народов Севера, Сибири и Дальнего Востока Российской Федерации.

## Биография
Александр Новьюхов родился в 1975 году в посёлке Берёзово в Тюменской области. В 1991—1995 годах он работал матросом, путевым рабочим, рулевым-мотористом, монтёром обстановки на теплоходах. В 1999 году окончил Тюменский университет по специальности «Государственное и муниципальное управление», стал заместителем председателя комитета по делам малочисленных народов Севера в администрации Берёзовского района. В 2001 году перешёл в администрацию Ханты-Мансийского автономного округа, на должность начальника отдела регулирования взаимоотношений с природо- и недропользователями. В 2003 году стал помощником заместителя председателя правительства автономного округа по вопросам коренных малочисленных народов Севера. В 2011—2016 годах был советником первого заместителя губернатора АО.
Новьюхов пять раз избирался на съездах коренных народов Югры президентом региональной общественной организации «Спасение Югры» (2001—2016), в 2016—2021 годах заседал в Думе Ханты-Мансийского автономного округа — Югры (фракция «Единой России»). В 2021 году он стал первым вице-президентом Ассоциации коренных малочисленных народов Севера, Сибири и Дальнего Востока Российской Федерации. Осенью 2021 года Новьюхов был избран сенатором от Думы ХМАО. Стал членом комитета по регламенту и организации парламентской деятельности.
Из-за поддержки нарушения территориальной целостности Украины во время российско-украинской войны Новьюхов находится под персональными санкциями Евросоюза, США, Великобритании и ряда других стран.